# Chiesa di San Pancrazio (Montichiari)
La pieve di San Pancrazio è un edificio religioso che sorge sopra l'omonimo colle nel comune di Montichiari in provincia e diocesi di Brescia.

## Contesto storico
Nel territorio di Montichiari è ampiamente testimoniata l'età romana da una diffusa presenza di insediamenti rurali (V secolo a.C.) composti da ville rustiche e piccole necropoli. Proprio all'epoca romana risalirebbe la costruzione di un edificio al posto del quale, nel VI secolo d.C., fu successivamente innalzata la chiesa di San Pancrazio.
L'alto medioevo è caratterizzato dallo stanziamento di popolazioni longobarde (VI-VII secolo d.c) risalenti a questo periodo; sempre qui sono stati individuati più di 300 reperti sul monte S. Zeno.
L'atto di nascita del comune di Montichiari risale al 1167, in un periodo durante il quale era in corso una rielaborazione in stile romanico della chiesa di San Pancrazio (1150-1190). Il periodo comunale durò fino al 1237, quando l'esercito di Federico II e di Ezzelino da Romano mise a ferro e fuoco il territorio.
Nel 1348 il territorio venne occupato dai Visconti. Pandolfo III Malatesta occupò la località nel 1404, dopo aver preso Brescia; il territorio passò infine sotto il dominio della Repubblica di Venezia nei primi anni del XV secolo, rimanendovi anche nel corso del successivo. Proprio tra il Trecento e il Cinquecento si colloca la realizzazione di una serie di affreschi che andarono ad occupare quasi tutta la superficie delle pareti interne della chiesa. Parte degli affreschi venne irrimediabilmente persa durante la Seconda guerra mondiale, quando la chiesa venne usata come deposito. Nella seconda metà del Novecento, sia le opere pittoriche sopravvissute sia la struttura della chiesa vennero sottoposte a interventi di restauro.

## Esterno

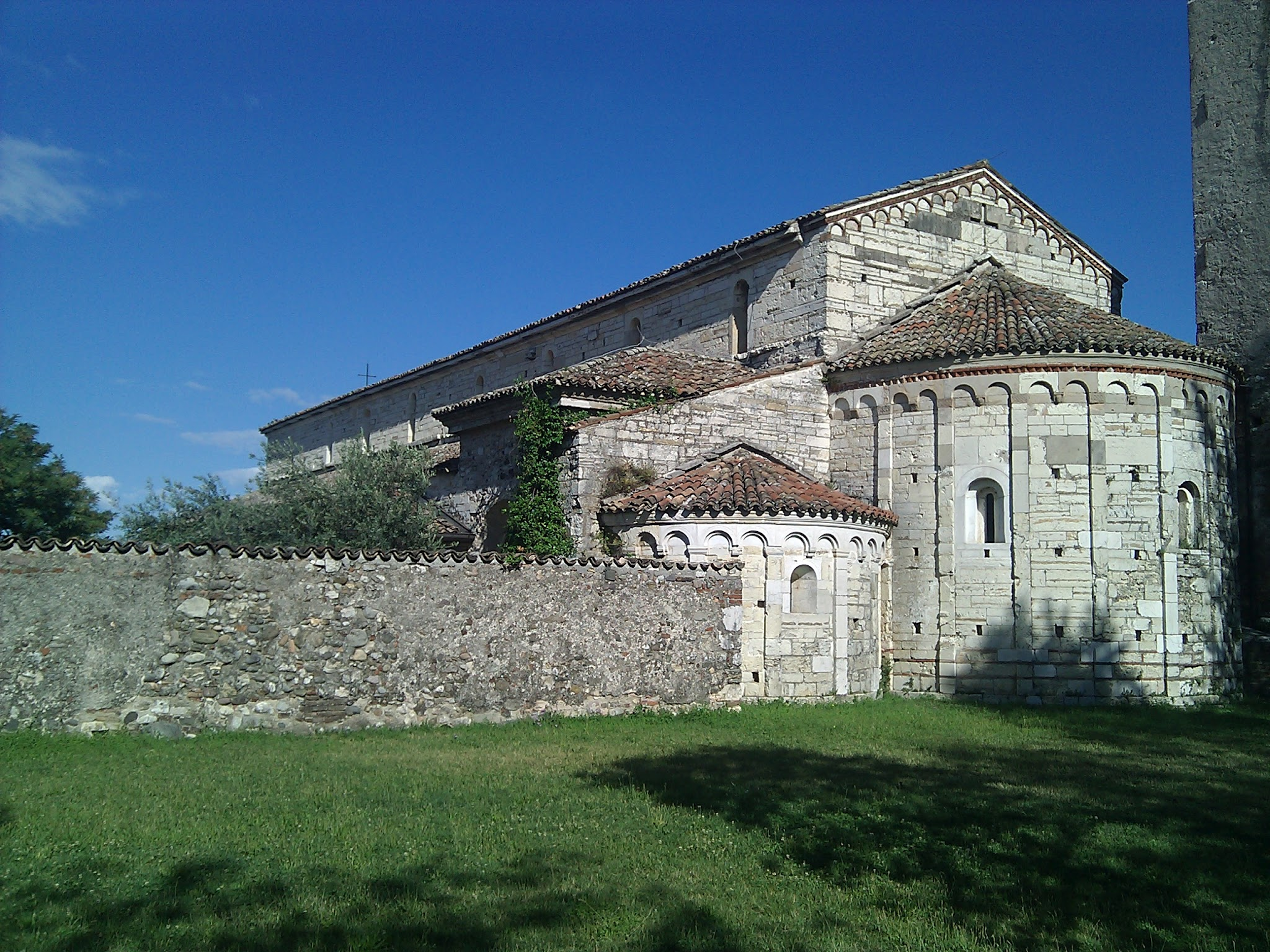
Chiesa di San Pancrazio - Abside e fianco destro

Come tutte le chiese del XII secolo, l'edificio è orientato verso est. La muratura è formata da conci squadrati di pietra calcarea bianca ricavata dalle cave di Mazzano e Virle in provincia di Brescia.
La facciata, molto semplice con elegante bifora e colonnine a gruccia, una porta a tutto sesto e finestrella a croce greca del timpano, è collocata a un livello inferiore rispetto al piano della chiesa. Quasi al livello del suolo un concio romano ritrae un vaso di edera affiancato da due code di delfini. 
Su fianco sud c'è un grande spazio, che doveva ospitare un cimitero, successivamente vi sorse la casa dell'eremita custode della Pieve. Ora è diventato il giardinetto interno dell'edificio. 
L'abside maggiore è decorata con motivi antropomorfi, geometrici e floreali. Le absidi minori sono senza decorazioni o rilievi.
Il campanile attuale, che ha sostituito l'originale romanico che si ergeva a nord-est, ospita 3 campane in tonalità Fa#3 che hanno la particolarità di essere state elettrificate con il sistema a slancio, un po' insolito dato il contesto storico e religioso in cui si trova la Pieve, dove solitamente viene utilizzato il Sistema Ambrosiano.
Sul fianco nord si apre la porta d'ingresso a tutto sesto con schiera in pietra di Botticino, all'esterno della quale è si trova una lapide di epoca romana.

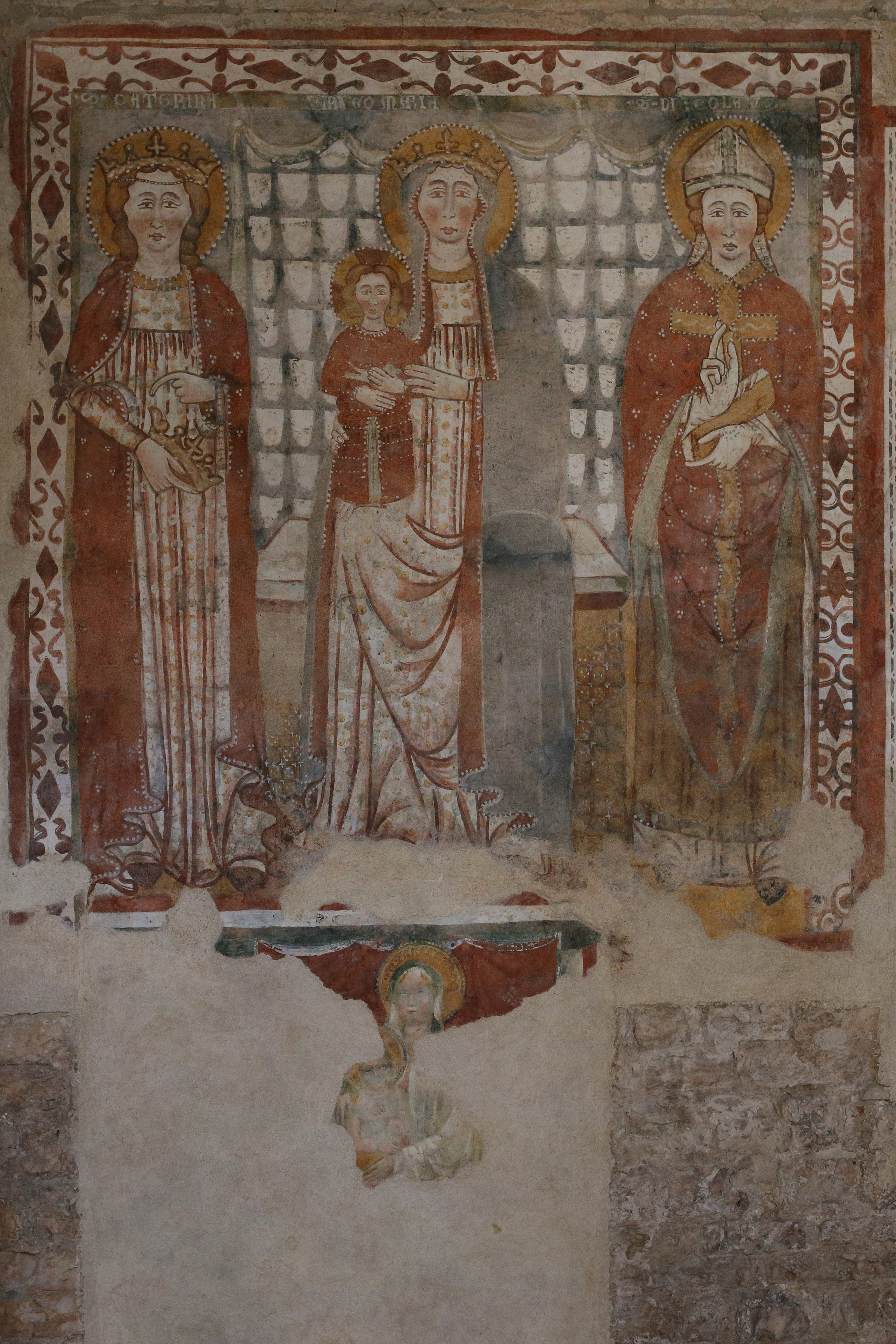

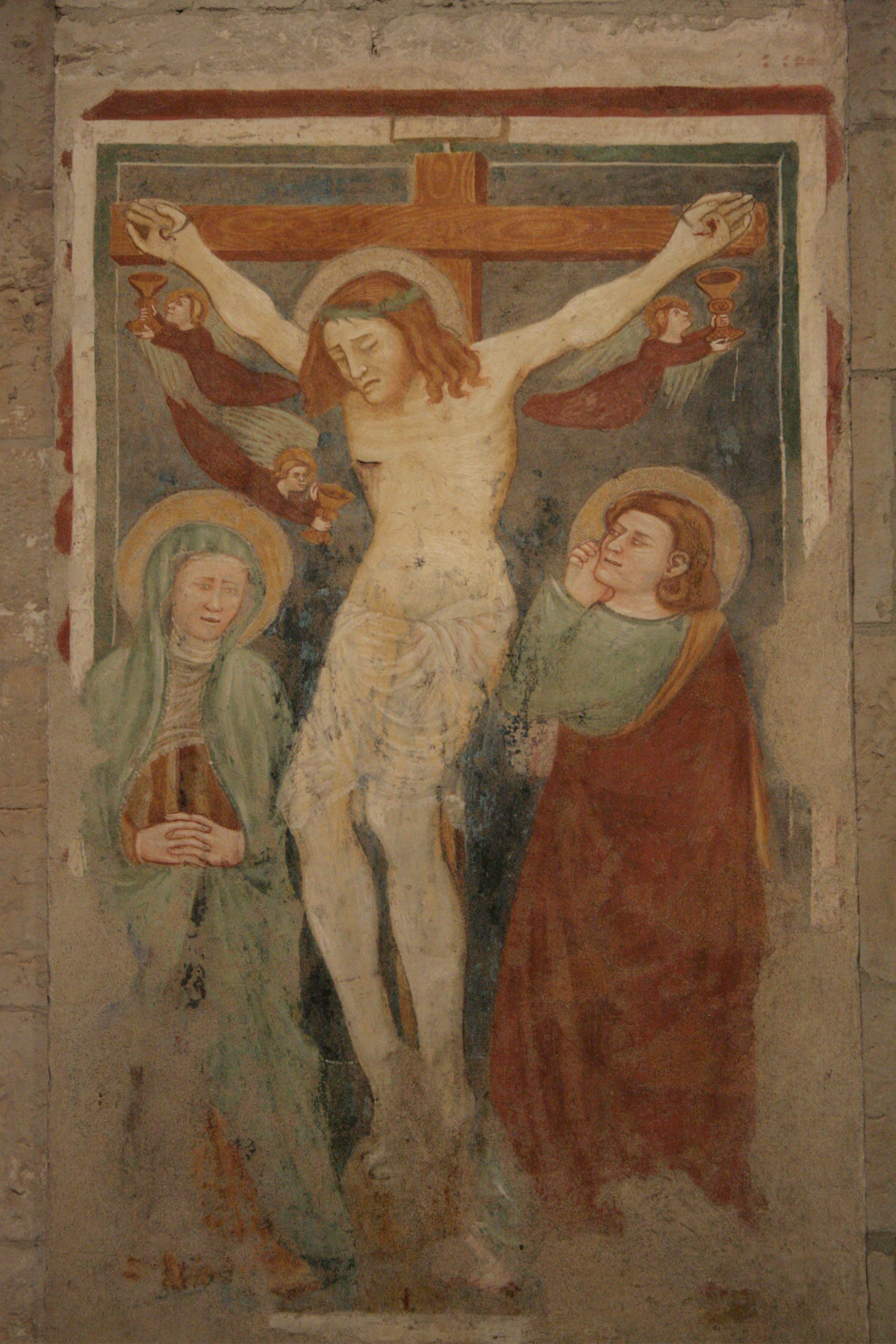
Crocifissione (XIV secolo)

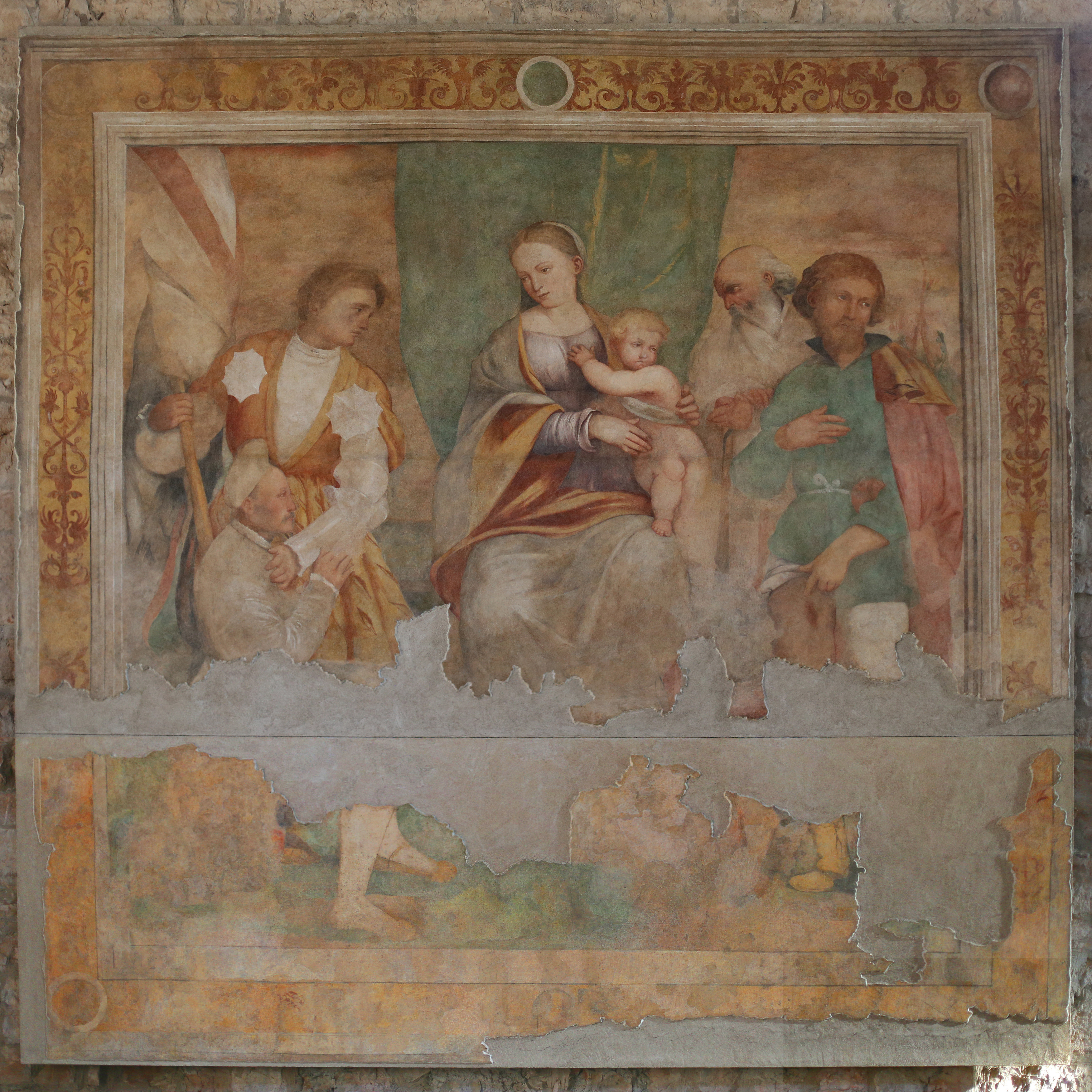
Madonna col Bambino e Santi, di Callisto Piazza

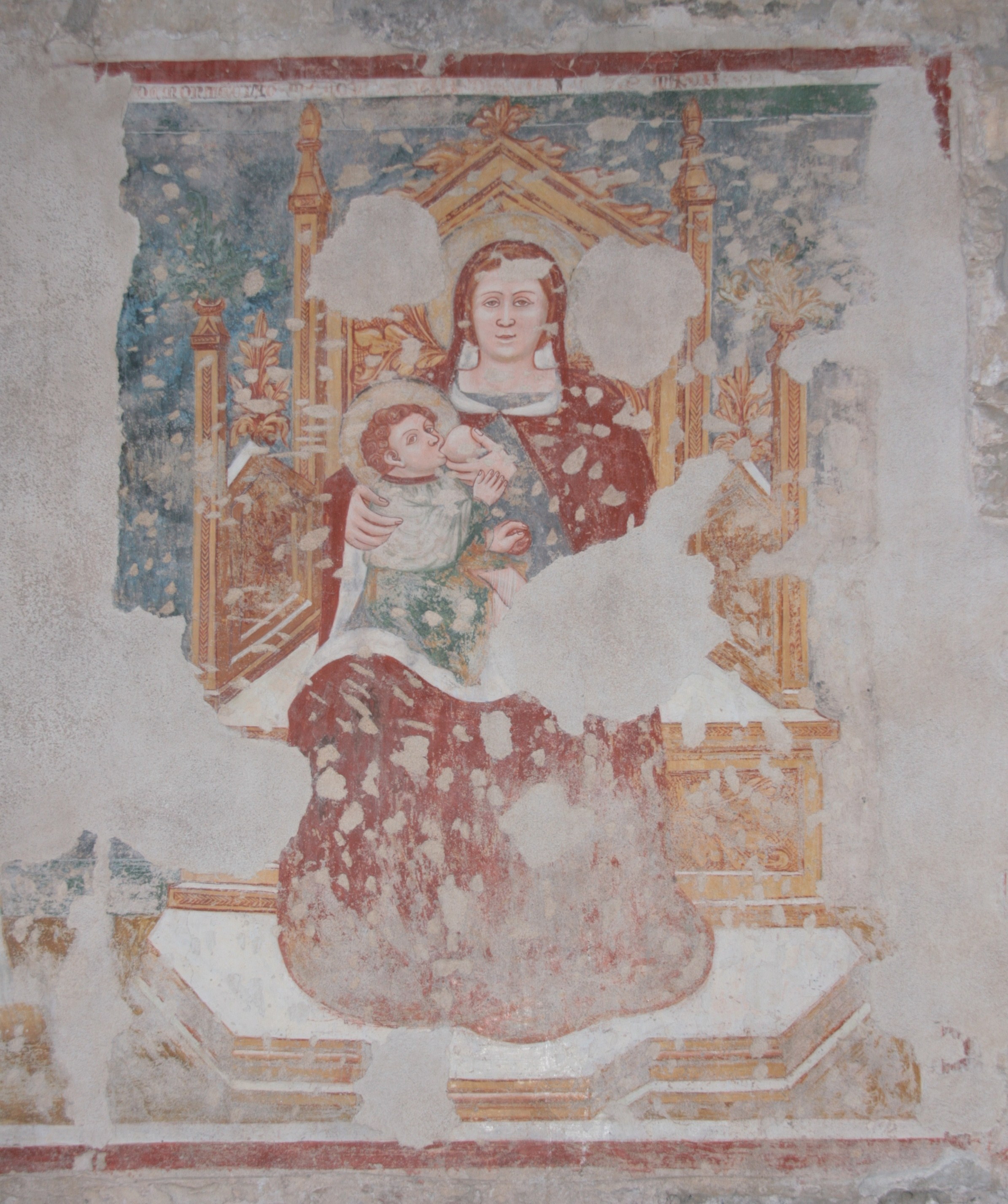
Madonna col Bambino in trono

## Interno
All'interno, la luce è diffusa in modo omogeneo dalle strette monofore strombate. Le tre lunghe navate sono ritmate da due serie di otto archi a tutto sesto sorretti da colonne alternate a pilastri cruciformi. Le colonne hanno capitelli paleocristiani. I fusti sono rivestiti d'intonaco rosato. La base di una colonna è ricavata da una stele funeraria romana, sulla quale sono scolpiti i volti di due coniugi. Il pavimento è di pietra rosa veronese. Il soffitto ha subito molte modifiche, poiché, quello originale romanico, era senza archi trasversali.

### Navata centrale
Il presbiterio è rialzato di alcuni gradini rispetto alla platea e sopra di esso c'è un grande catino absidale. L'altare attuale è di foggia tardo barocca. In apertura al presbiterio è stato posto un pezzo di ambone risalente al IX secolo. Gli affreschi absidali sono divisi in quattro grandi scene. Sotto l'arco trionfale è conservata un'immagine di San Pancrazio a cavallo, la più antica tra le tante all'interno della Pieve.

### Navata laterale sud
Percorrendo la Navata Laterale Sud, in corrispondenza della prima campata, sono state esposte alcune lastre tombali, un tempo a pavimento.
Sulla parte corrispondente alla seconda campata un riquadro frammentario, datato 1543, raffigura San Pancrazio con vessillo, sullo sfondo di un cielo a nubi. Di seguito troviamo il grande affresco di Callisto Piazza; subito dopo si incontra un affresco dei primi decenni del secolo XVI, stilisticamente avvicinabile a Zenon Veronese che raffigura i cinque Santi Taumaturghi: Pancrazio, Rocco, Cristoforo, Antonio abate e Sebastiano. Sopra e a lato della porta d'accesso che conduce alle porti esterne si trova una sequenza di scene religiose che ritraggono il santo patrono della Pieve. La cappella barocca è dedicata ai santi Francesco e Carlo.

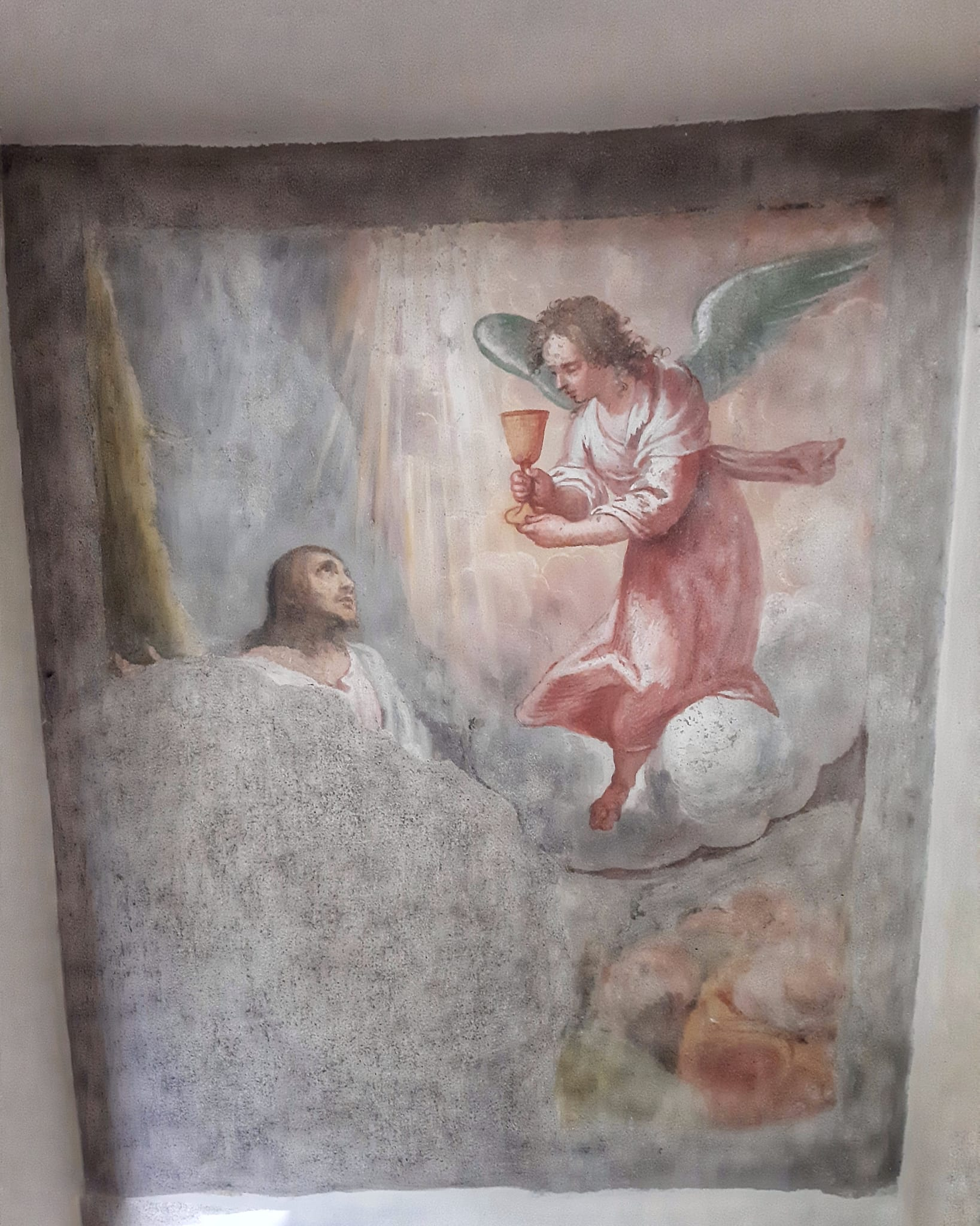
Affresco del Gandino nella sagrestia

### Navata laterale nord
La navata sinistra si conclude con un piccolo altare dedicato a San Gaetano da Thiene. Sul catino sono affrescate due immagini degli Apostoli Pietro e Giovanni e la Maddalena. Lo stile di questi due affreschi fa pensare ad un unico autore (metà XIV secolo). Sotto la finestra si trova “La madonna che allatta il bambino” datata 1388; più in alto, un'immagine di S. Pancrazio vestito con gli abiti dell'epoca: un guarniello ricamato, la calzamaglia, gli speroni e lo spadino. Alla sua sinistra l'immagine di una Madonna con i santi, molto rovinata, del XVI secolo di Paolo da Cailina: la Madonna con il bambino è quasi del tutto perduta, mentre si riconoscono San Pancrazio e San Tomaso ai suoi lati. Dopo la rimozione della tomba dell'abate Francesco Fracassino è stato trovato un affresco di Girolamo Romanino che ritrae San Pancrazio a cavallo, molto rovinato. Sul pavimento si trovano le lastre degli ultimi arcipreti plebani (Cirimbelli, Cavalli, Novelli). Oltre la porta laterale è conservato un altro San Pancrazio a cavallo, la cui cornice porta la data di realizzazione (1389). Seguono vari affreschi e dipinti, più o meno deteriorati, tra i quali: Madonna in trono ai santi, San Gaetano, Madonna col bambino. Sulla parete di destra è presente un affresco strappato e ricollocato in situ, rappresentante la Madonna col Bambino e due Santi, del lodigiano Callisto Piazza.

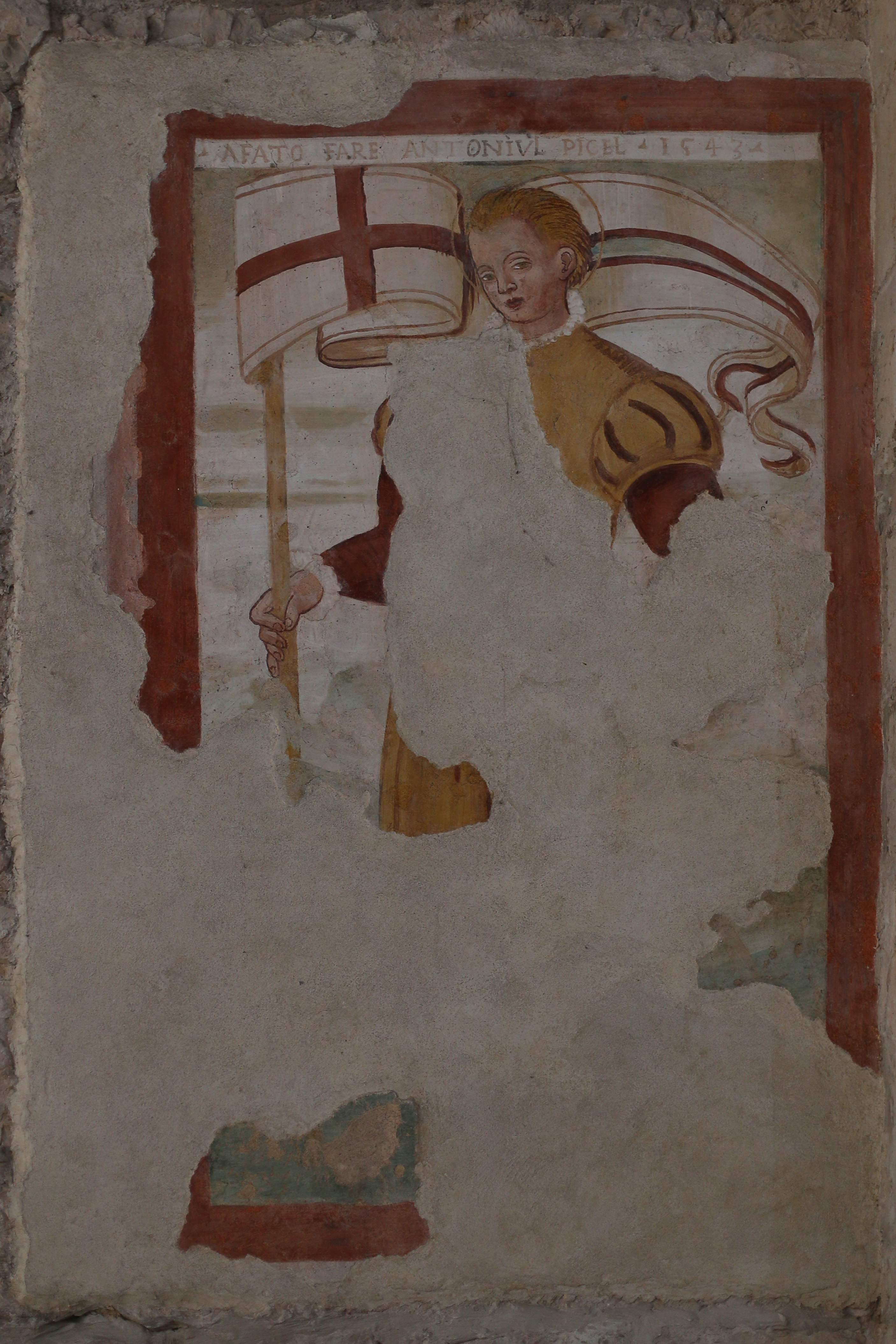
San Pancrazio

### Le raffigurazioni di San Pancrazio all'interno della pieve
San pancrazio, secondo la tradizione, nacque in Frigia verso la metà del III secolo da genitori pagani; rimasto orfano, fu affidato alle cure dello zio paterno. Entrambi si recarono a Roma, dove furono convertiti e battezzati . Pancrazio venne decapitato sulla Via Aurelia nel 304, a soli 14 anni, perché si rifiutò di rinnegare la fede cristiana e fu sepolto al secondo miglio della stessa via. La data del suo martirio venne fissata al 12 maggio.
All'interno della Pieve il santo è raffigurato ben quattordici volte. In quasi tutte è dipinto come un giovane a cavallo vestito con la corazza militare, però senza armi; reca invece nella mano il labaro crociato color bianco attraversato da una croce rossa, simbolo del martirio. Delle numerose rappresentazioni, si evidenziano quella sul lato sinistro dell'altare maggiore e in basso, a fianco della Madonna del latte, in abito da cavaliere. Oltre la porta laterale sinistra è conservato un altro affresco con il santo a cavallo, lo stendardo crociato nella mano, alla sua sinistra un offerente inginocchiato e a destra un albero con fiori a globo.

### La sagrestia

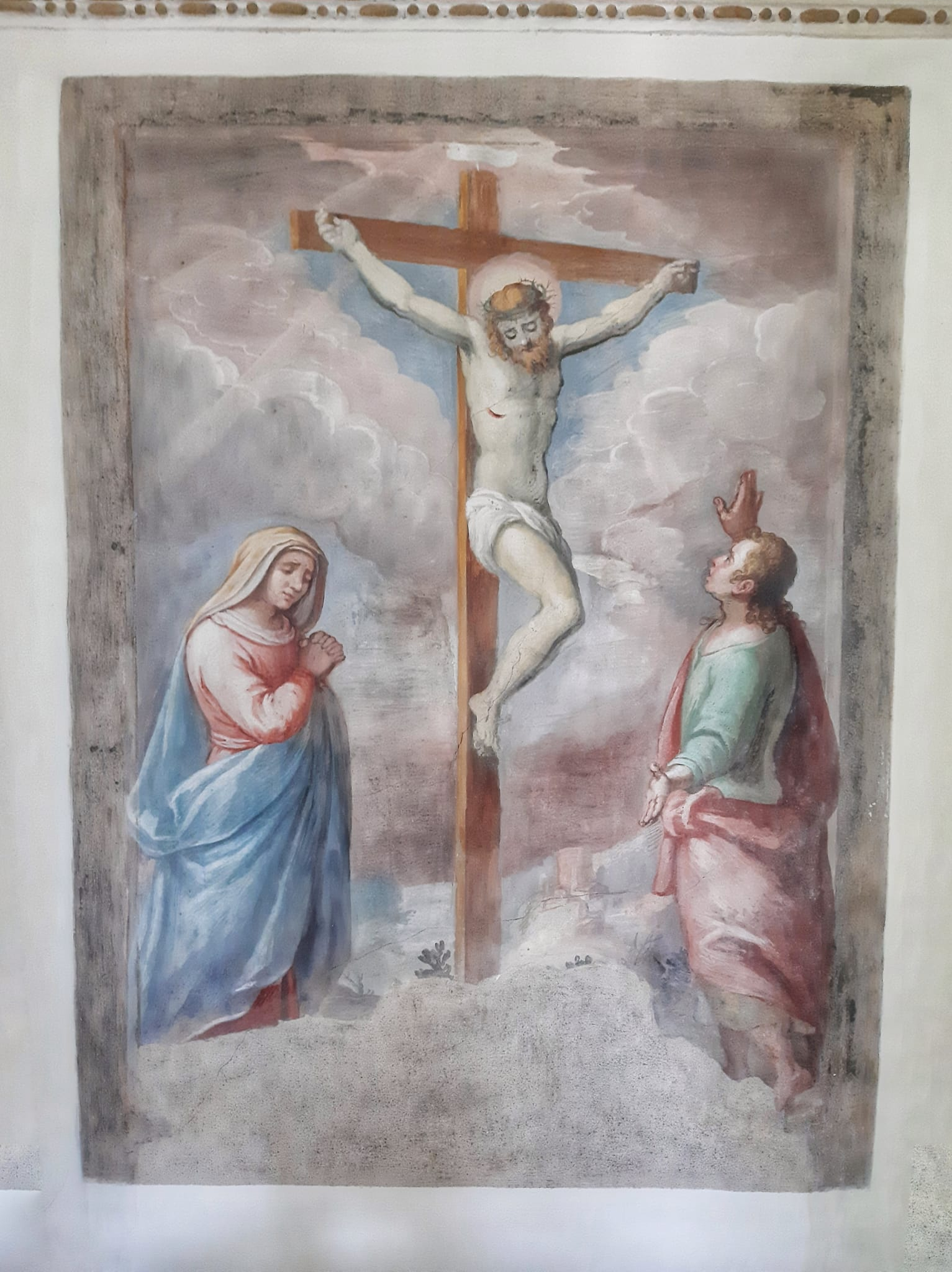
Crocifissione del Gandino, nella sagrestia

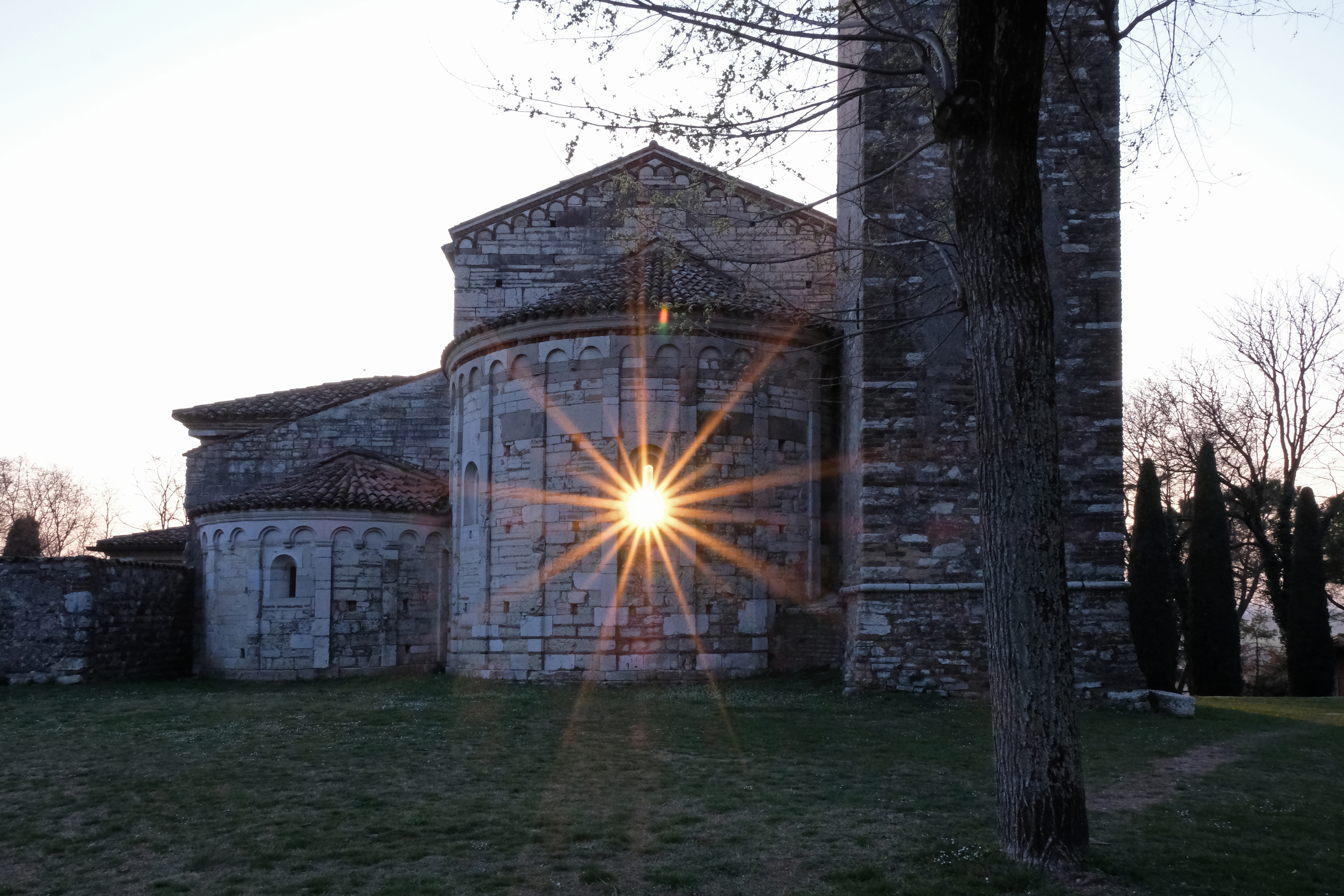

All'interno della sagrestia, sul lato destro della pieve, sono presenti due affreschi, uno rappresentante la crocifissione di Cristo, l'altro Cristo e un angelo, attribuiti al bresciano Antonio Gandino.

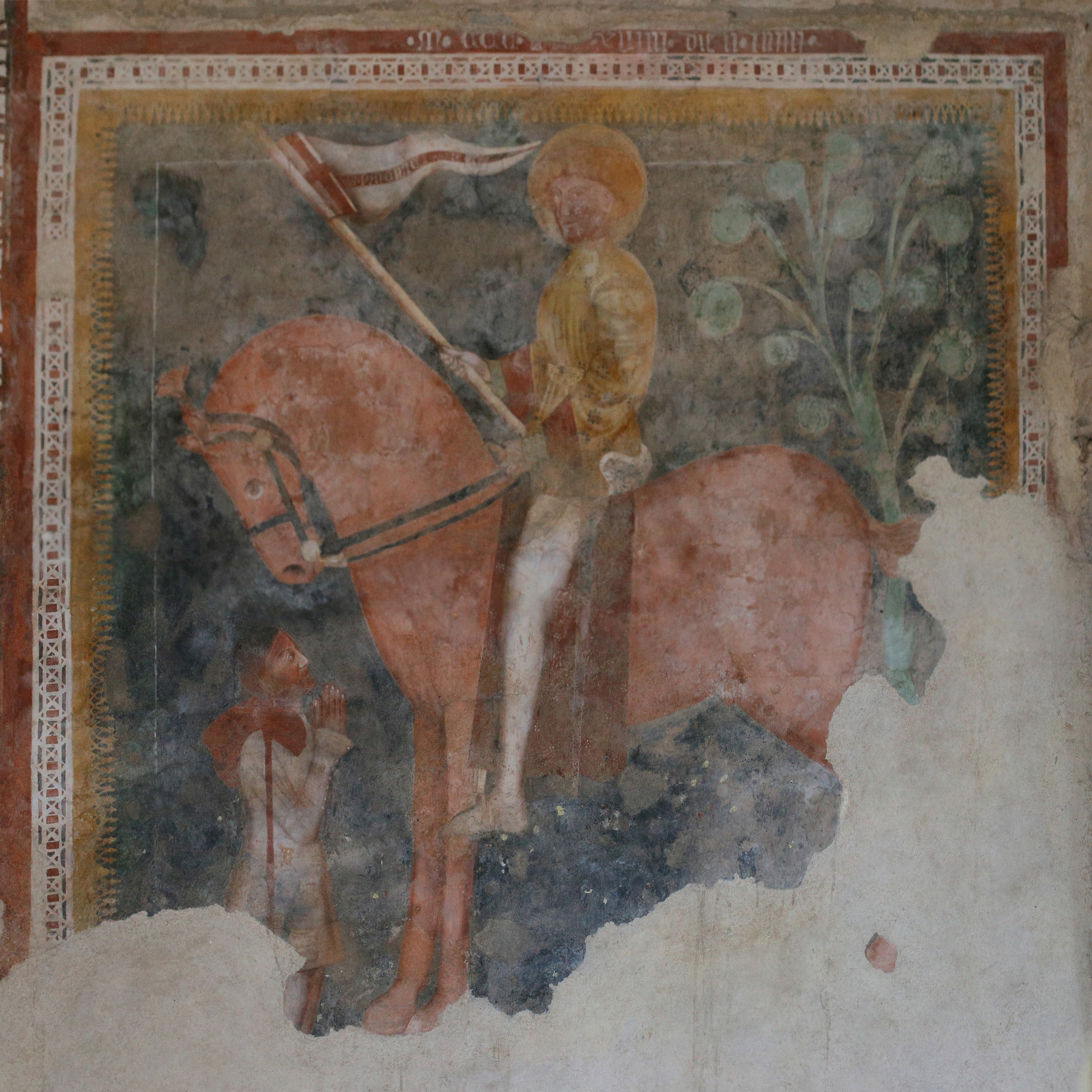
San Pancrazio a cavallo e un'offerente

### L’equinozio
Nella pieve, che sorge sull'omonimo colle, due volte l'anno, nei giorni degli equinozi, si verifica quello che è stato definito il “miracolo della luce”. Il sole colpisce perfettamente la finestrella centrale dell'Abside, disegnando sulla volta una croce di luce che illumina uno dei due tabernacoli, quello di sinistra.

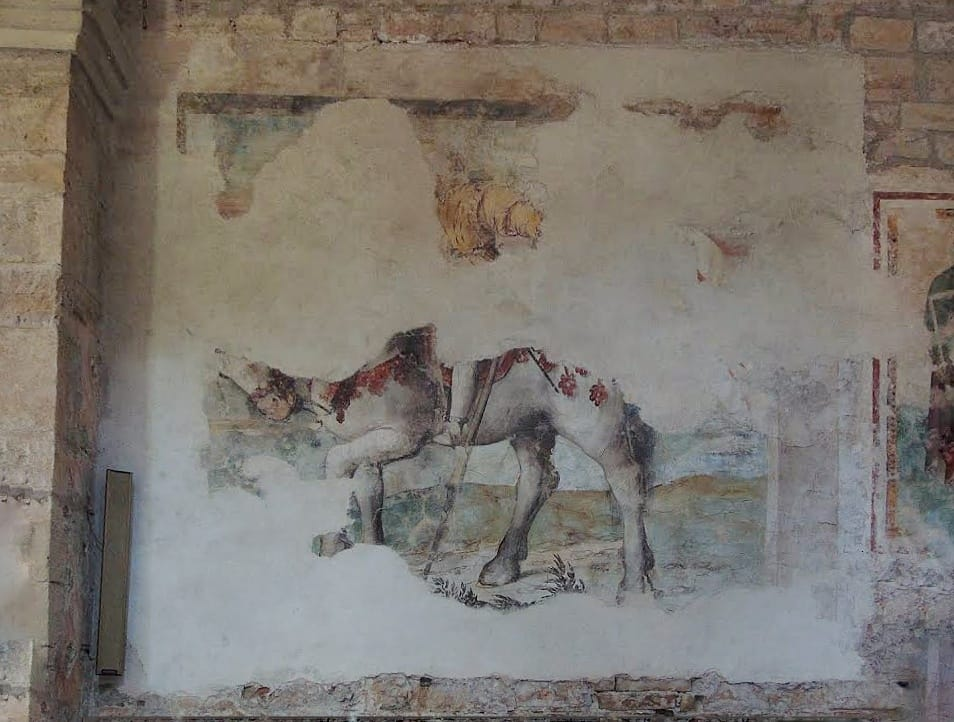
San Pancrazio a cavallo, di Romanino